# Cantón de Verdún-Centro
El cantón de Verdún-Centro era una división administrativa francesa, que estaba situada en el departamento de Mosa y la región de Lorena.

## Composición
El cantón estaba formado por dos comunas, más una fracción de la comuna que le daba su nombre:
- Belleray
- Dugny-sur-Meuse
- Verdún (fracción)

## Supresión del cantón de Verdún-Centro
En aplicación del Decreto n.º 2014-166 de 17 de febrero de 2014, el cantón de Verdún-Centro fue suprimido el 22 de marzo de 2015 y sus 3 comunas pasaron a formar parte; dos del nuevo cantón de Verdún-2 y la fracción de la comuna que le daba su nombre se unió con las demás fracciones para que, por medio de una reestructuración cantonal, fueran creados los nuevos cantones de Verdún-1 y Verdún-2.